# Tiri di rigore

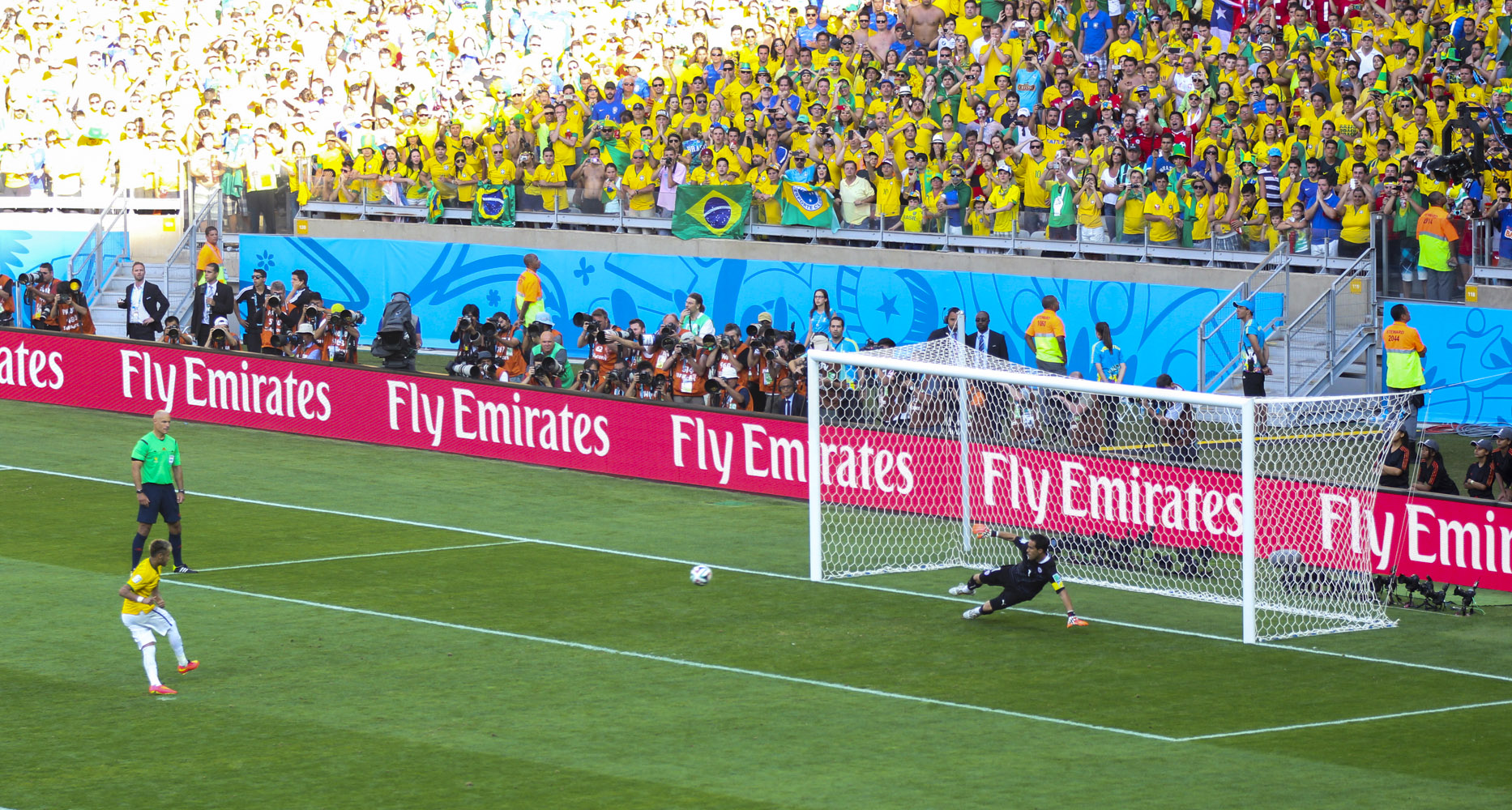
Neymar realizza un tiro di rigore nell'ottavo di finale tra il e il nel

I tiri di rigore, detti anche comunemente – ma impropriamente – calci di rigore, sono uno dei tre metodi approvati dall'IFAB per determinare la squadra vincitrice di un incontro di calcio terminato in pareggio. Sono presenti nei tornei a eliminazione diretta, nei quali una delle due squadre deve necessariamente prevalere sull'altra per superare il turno.
L'esecuzione dei tiri di rigore è regolamentata diversamente rispetto al calcio di rigore, che, invece, fa parte del normale svolgimento di una partita. 
I tiri di rigore sono disciplinati dal punto 3 della regola n. 10, "L'esito di una gara", del Regolamento del gioco del calcio.

## Panoramica

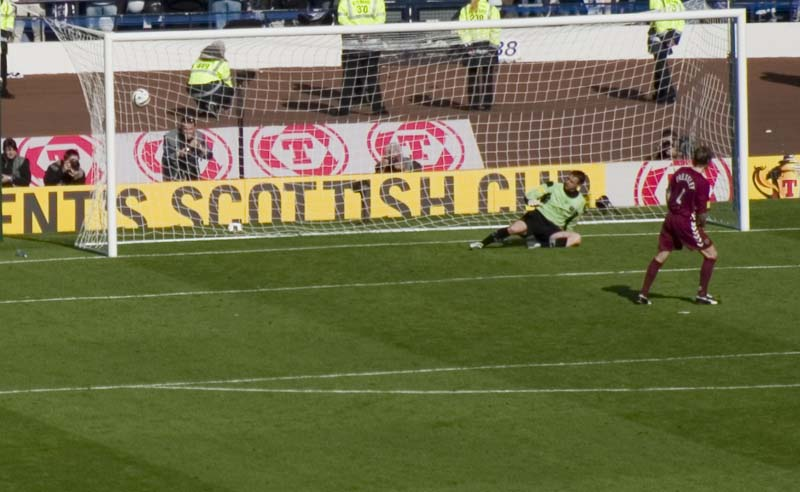
Tiro di rigore di Steven Pressley nella finale di Scottish Cup 2005-2006 tra Hearts e Gretna

Come già precisato, i tiri di rigore sono usati (quasi esclusivamente) in gare a eliminazione diretta in caso di parità. La loro esecuzione può seguire i tempi supplementari oppure regolamentari (come avviene, per esempio, nella Coppa Libertadores dal 2005). Sul finire degli anni ottanta, alcuni campionati d'Europa (tra cui le prime divisioni ungherese, jugoslava e norvegese) e il campionato argentino (nella stagione 1988-1989) inclusero i tiri di rigore per le gare finite in parità; alla squadra vincitrice dal dischetto erano assegnati due punti, a quella sconfitta uno. La sperimentazione, però, fu presto abbandonata; identica sorte ebbe l'introduzione dell'esperimento nella Major League Soccer statunitense.
Durante l'esecuzione dei tiri di rigore tutti i giocatori, esclusi il battitore di turno e il portiere avversario, devono rimanere nel cerchio di centrocampo; il portiere compagno di squadra del tiratore si posiziona invece dove la linea dell'area di rigore incrocia la linea di fondo, vicino all'assistente arbitrale.
Il regolamento stesso specifica che «i tiri di rigore non fanno parte della gara», pertanto i gol segnati in questa serie non vengono sommati a quelli del risultato finale della partita ma indicati a parte e non vengono aggiunti alle statistiche personali dei giocatori.
Un incontro deciso dai tiri di rigore è considerato concluso in pareggio. In alcune competizioni (non riconosciute da UEFA e FIFA) le reti segnate dalla squadra vincitrice ai rigori sono incrementate di una, indipendentemente dal numero di rigori realizzati; tale espediente era presente nella MLS.

## Esecuzione
Di seguito, un riassunto dell'esecuzione dei tiri di rigore:
- Se prima di iniziare i tiri di rigore una squadra ha un numero di calciatori maggiore dell'altra, deve escludere alcuni dei propri calciatori dal prendere parte ai tiri al fine di eguagliare il numero a quello della squadra avversaria. Se un calciatore viene espulso o si infortuna durante la serie dei rigori, anche in questo caso l'altra squadra dovrà diminuire il proprio numero per eguagliare quello della squadra avversaria. Questo per evitare che, qualora un calciatore debba eseguire un secondo tiro, nella serie si trovi a eseguire un rigore il migliore rigorista della squadra in inferiorità numerica contro il peggiore della squadra avversaria. Solo i giocatori in campo alla fine della partita possono calciare i tiri di rigore.
- La squadra che ha diritto di decidere se calciare il primo o il secondo rigore viene decisa dal lancio di una moneta. Il capitano della squadra che vince il sorteggio sceglie se calciare il primo o il secondo rigore; mentre l'arbitro sceglie la porta in cui verranno calciati i rigori da entrambe le squadre anch'essa tramite il lancio di una monetina (ad esempio testa curva nord, croce curva sud). Questo a meno che non ci siano elementi oggettivi che facciano preferire una porta piuttosto che un'altra (ad esempio il terreno di gioco fortemente accidentato, porta non adeguata, tifosi irrispettosi dietro la porta etc...).
- Tutti i giocatori, a esclusione dei portieri e del battitore, devono rimanere nel cerchio di centrocampo.
- Il tiro di rigore viene battuto come un calcio di rigore. In ogni tiro il pallone viene posizionato sul dischetto di rigore e solo il portiere può difendere la propria porta. Il portiere deve rimanere sulla linea di porta finché il pallone non viene calciato in avanti dal tiratore avversario. Se il portiere avanza in anticipo, l'arbitro può far ripetere il tiro di rigore, anche se la ripetizione di un tiro di rigore è un evento alquanto raro.
- Ogni tiratore può calciare il pallone solo una volta per tentativo. Se il pallone viene parato dal portiere, ma non trattenuto, il tiratore non può calciare nuovamente (a differenza di un calcio di rigore). Ugualmente non può tirare sulla ribattuta di palo o traversa (in questo caso, è così anche per i calci di rigore).
- Una rete segnata su tiro di rigore è comunque valida se, prima di varcare la linea, il pallone colpisce i legni (pali e traversa) o il portiere e anche nel caso in cui il pallone, prima di entrare, rimbalzi sulla linea di porta dopo aver colpito un legno. A tal proposito, durante il campionato mondiale di calcio del 1986, disputato in Messico, al termine del quarto di finale Francia-Brasile, che si era concluso in parità, lasciò molti dubbi la trasformazione del francese Bruno Bellone; il pallone, rientrato in campo respinto dal palo, carambolò sulla schiena del portiere brasiliano Carlos per poi finire in rete.[7] Nel 1987 l'International Football Association Board chiarì definitivamente la regolarità del gol così convalidato nella precedente edizione del mondiale.[8] Il regolamento, inoltre, alla regola 14 analizza minuziosamente tutti i casi possibili, stabilendo in quali casi una rete segnata sia valida o meno.[9]
- Le squadre si alternano nella battuta dei tiri di rigore finché entrambe non ne hanno battuti cinque a testa. Se però una squadra ha mandato a segno più rigori dell'altra e questa nemmeno mandando a segno tutti i tiri di rigore ancora rimasti potrebbe eguagliarla, i tiri di rigore terminano in anticipo. Nell'alternativa formula cosiddetta «ABBA», a partire dal secondo tiro ogni squadra ha due tiri consecutivi a disposizione.
- Se alla fine dei dieci rigori (cinque per ogni squadra, battuti a turno) le squadre hanno realizzato lo stesso numero di reti, si continua "a oltranza" con un tiro per parte fino a quando, a parità di numero di tiri eseguiti, una squadra si trova in vantaggio rispetto all'altra.
- È concessa solo la sostituzione del portiere in caso di infortunio durante i tiri di rigore e solo se la squadra non ha già esaurito tutte le sostituzioni consentite dal regolamento della competizione. In caso di espulsione del portiere, quest'ultimo dovrà essere sostituito da un calciatore che si trovava sul terreno di gioco al termine della gara. In qualsiasi momento, invece, un giocatore avente diritto di calciare i tiri di rigore può assumere il ruolo di portiere (cosa che in genere avviene quando è un portiere a calciare).
- Nessun giocatore può battere due tiri di rigore finché tutti i suoi compagni in campo alla fine della partita e non espulsi, incluso il portiere, non ne hanno battuto almeno uno.
- Eventuali serie di tiri a oltranza possono venire effettuate con un ordine di tiratori diverso dalla prima serie.

## Storia

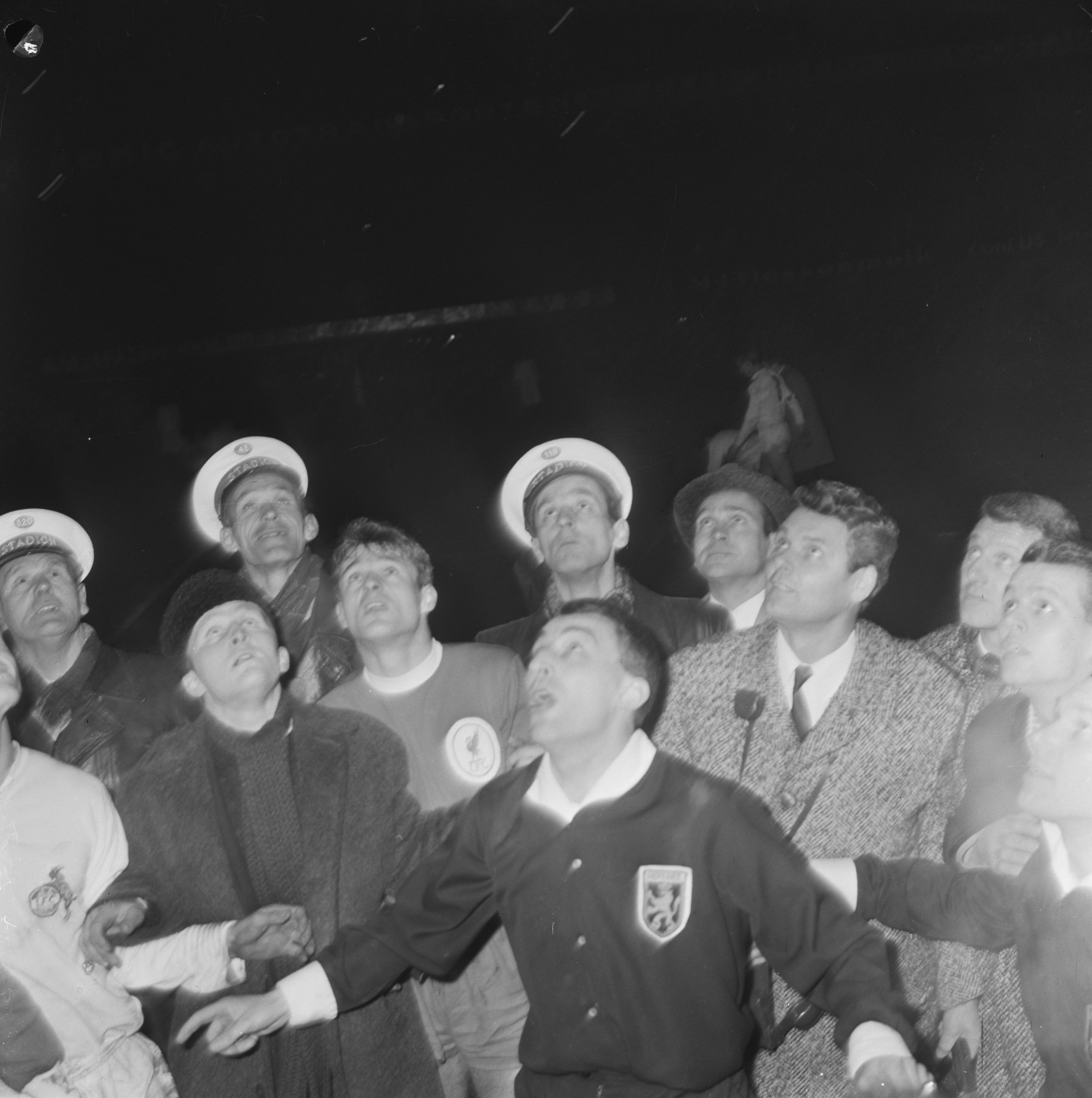
Dopo una inconcludente gara di spareggio in campo neutro, l'esito del doppio confronto tra e viene deciso per sorteggio, tramite lancio della moneta da parte dell'arbitro, nei quarti di finale della Coppa dei Campioni 1964-1965

In precedenza i vincitori di una partita terminata in pareggio erano decisi per sorteggio, come nel campionato d'Europa 1968 quando l'Italia raggiunse la finale contro la Jugoslavia grazie al favorevole esito del lancio della moneta, avvenuto dopo il pareggio in semifinale con l'Unione Sovietica.
L'invenzione dei tiri di rigore è di solito attribuita all'ex arbitro tedesco Karl Wald. Quando furono proposti nel 1970, la Federcalcio bavarese cercò di bloccare la proposta e fu solo quando la maggioranza dei delegati si dissero a favore che furono appoggiati. Poco tempo dopo, anche la Federcalcio tedesca, seguita poi da UEFA e FIFA, accettò la proposta. Secondo alcuni, invece, l'inventore del metodo è stato l'israeliano Yosef Dagan dopo che la Nazionale israeliana fu eliminata ai quarti di finale delle Olimpiadi 1968 a causa del lancio di una monetina. Tuttavia varianti dei moderni tiri di rigore sono state utilizzate prima di allora in diverse competizioni nazionali e tornei minori; esempi nazionali includono la Coppa di Jugoslavia dal 1952, la Coppa Italia dal 1958 e la coppa giovanile interregionale svizzera dal 1959-1960. Tra gli esempi internazionali ci sono invece la Uhrencup del 1962 (su suggerimento del suo fondatore Kurt Weissbrodt), la finale del 1962 del Trofeo Ramón de Carranza (su suggerimento del giornalista Rafael Ballester), quando il Barcellona sconfisse il Real Saragozza, e un incontro di spareggio tra le squadre amatoriali che rappresentavano il Venezuela e la Bolivia nei Giochi bolivariani del 1965.
All'inizio le squadre non si alternavano nella battuta dei tiri di rigore; una compagine calciava cinque volte e poi era il turno dei cinque tiri dell'altra. I tiri di rigore finivano non appena la vittoria di una delle due squadre era evidente. In caso di pareggio alla fine dei 10 tiri, entrambe le squadre avevano la possibilità di un secondo turno di tiri, ancora 5 a testa, finché non fosse decretato il vincitore. L'alternanza fu introdotta nel 1976.
Quanto appena descritto non si riferisce certamente all'Italia, dove l'alternanza è stata in vigore fin dal momento in cui la regola dei tiri di rigore venne applicata . Nell'estate del 1958 erano in corso due edizioni della Coppa Italia: la Coppa Italia 1958, giunta ai quarti di finale, e la Coppa Italia 1958-1959 il cui primo turno era previsto per il 31 agosto. Come riporta il Corriere della Sera del 3 settembre 1958: "In merito alle gare di Coppa Italia in programma per domenica prossima, la Lega Nazionale precisa: 1) tanto per i quarti di finale della Coppa Italia 1957-1958, quanto per il 2º turno della Coppa Italia 1958-1959 ogni gara dovrà designare la squadra vincente. In caso di parità alla fine della partita verranno disputati due tempi supplementari di 5 minuti ciascuno. In caso di ulteriore parità, verranno tirati in successione alternata sei calci di rigore per ogni squadra in un'unica porta: verrà dichiarata vincente quella squadra che avrà realizzato il maggior numero di gol. In caso di ulteriore parità deciderà il sorteggio effettuato dall'arbitro sul campo, alla presenza dei due capitani".
La prima partita a essere decisa ai tiri di rigore in Italia dovrebbe essere la ripetizione di Mestrina-Treviso 2-2 (6-7 dopo i calci di rigore), giocata il 3 settembre 1958, valida per il primo turno della Coppa Italia 1958-59, dopo che la prima partita, in programma il 31 agosto era stata sospesa per oscurità. Finì ai rigori anche Juventus-Bologna, disputata il 15 ottobre 1958, finale per il terzo posto della Coppa Italia del 1958. I tempi regolamentari finirono 2-2, i supplementari 3-3. In quel caso Juventus e Bologna segnarono quattro dei sei rigori a disposizione (per la Juventus i primi cinque vennero tirati da Omar Sivori che, dopo un errore, lasciò l'ultimo a Romano Voltolina, per il Bologna li tirò tutti Luigi Bodi). Il sorteggio premiò il Bologna. 

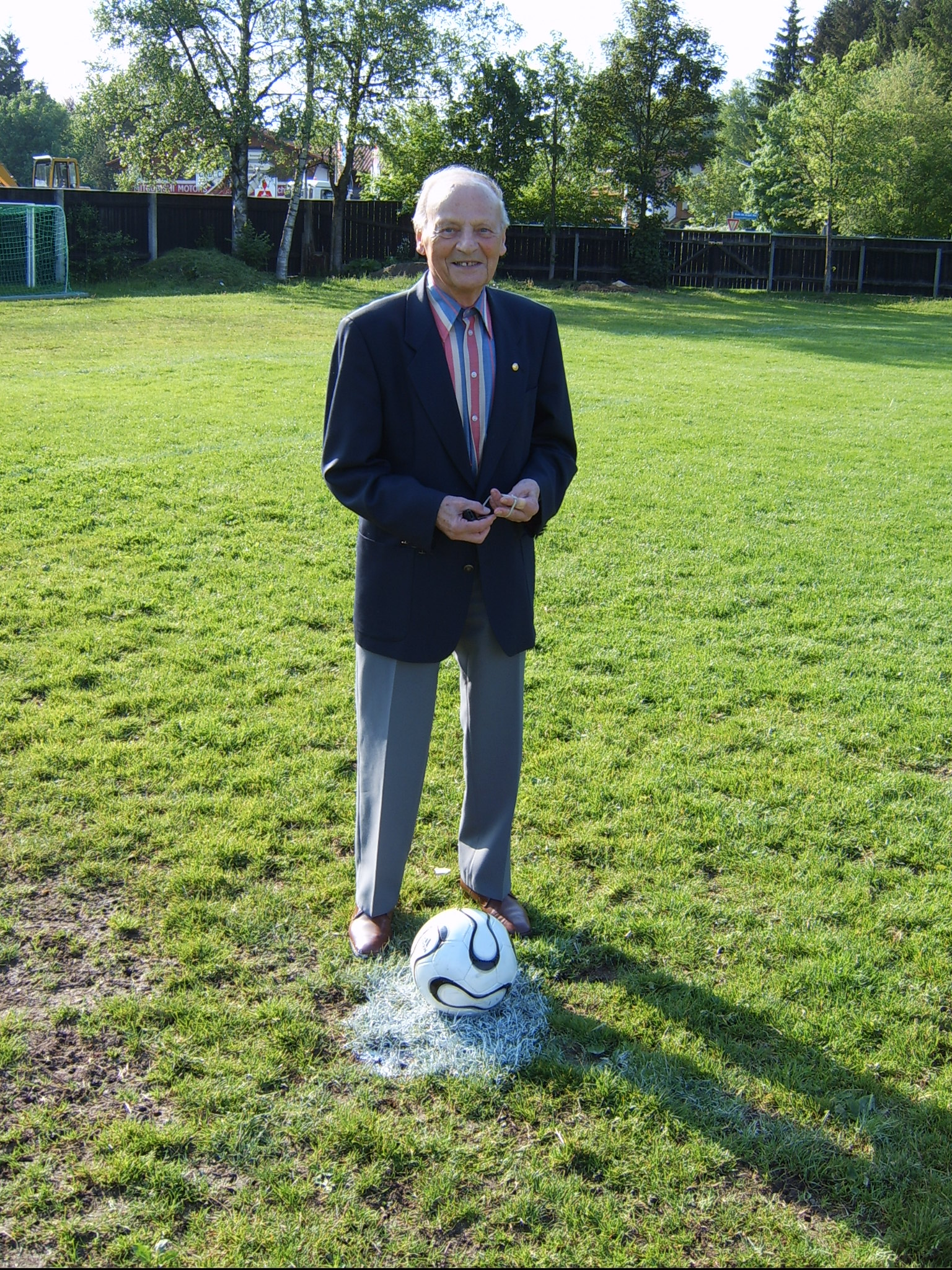
L'ex arbitro Karl Wald, inventore dei tiri di rigore

Le differenze, rispetto alla formula attualmente in vigore, erano le seguenti: 
1. i tiri di rigore da battere erano sei e non cinque per squadra;
2. ogni squadra poteva decidere liberamente quale dei suoi giocatori eseguiva ogni tiro di rigore (frequentemente tutti i rigori venivano tirati dallo stesso calciatore "specialista", talvolta il calciatore veniva cambiato dopo un errore). L'obbligo di cambiare tiratore venne introdotto tra il 1971 e il 1973;
3. in caso di ulteriore pareggio dopo l'esecuzione dei sei tiri di rigore non si procedeva a oltranza, ma si stabiliva la vittoria per sorteggio, tramite lancio della moneta (come nel caso sopra riportato di Juventus-Bologna del 16 ottobre 1958);
4. in qualche caso venivano tirati anche i rigori ormai ininfluenti, come nel caso di Roma-Lazio 0-0 (6-4 d.c.r.) disputata il 25 aprile 1962, in cui il laziale Longoni si fece parare il sesto e inutile rigore.[20]

La formula con i sei rigori per squadra e la possibilità di tirare più rigori con lo stesso calciatore era ancora in vigore nell'edizione della Coppa Italia 1970-1971, vinta ai rigori dal Torino sul Milan (in questo caso Rivera rinuncia al sesto e ininfluente rigore), mentre nell'edizione del 1972-1973, vinta ai rigori dal Milan sulla Juventus, i rigori erano già scesi a cinque, con l'obbligo di cambiare il tiratore a ogni rigore, anche se l'arbitro Aurelio Angonese fece eseguire anche i rigori ininfluenti.
Il primo torneo internazionale di rilievo a essere deciso dopo i tiri di rigore fu l'Europeo del 1976. In quell'occasione, dopo il 2-2 alla fine dei tempi supplementari, la Cecoslovacchia sconfisse 5-3 ai rigori la Germania Ovest e il rigore decisivo fu trasformato da Antonín Panenka dopo che Uli Hoeneß aveva calciato sopra la traversa il tiro precedente. Il tiro divenne celebre perché Panenka per la prima volta in una gara importante adottò la tecnica a cucchiaio che spiazzò completamente il portiere tedesco, tanto che tale modo di battere il rigore fu da allora spesso indicato come rigore alla Panenka.
Il 23 gennaio 2005 fu stabilito il primato dei tiri di rigore calciati in una sola partita: 48 tra KK Palace e Civics in una partita di Coppa della Namibia. A vincere furono i KK Palace per 17-16.
Il 16 novembre 2005, per la prima volta, un posto per l'accesso alla fase finale della Coppa del Mondo è stato deciso ai tiri di rigore: il play-off tra la quinta classificata della zona CONMEBOL (Uruguay) e la vincente della OFC (Australia) per la qualificazione al Mondiali 2006 finì 1-1, con l'Uruguay che vinse in casa per 1-0 e l'Australia che fece altrettanto. Dopo che i due tempi supplementari si erano chiusi a reti inviolate, l'Australia vinse 4-2 ai rigori.
Il 20 giugno 2007 è stato stabilito un nuovo record per le competizioni UEFA. La semifinale dell'Europeo Under-21 2007 a Heerenveen tra Paesi Bassi e Inghilterra è terminata 1-1. Sono stati necessari 32 tiri dal dischetto per determinare un vincitore, l'Olanda per 13-12 dopo la trasformazione decisiva di Gianni Zuiverloon.

### Nei mondiali di calcio
Tre finali del Mondiale di calcio maschile e due del Mondiale femminile sono state decise ai tiri di rigore. Sia nei primi due mondiali maschili che in quelli femminili una delle due squadre coinvolte è stata la medesima: l'Italia nella competizione maschile e gli Stati Uniti in quella femminile. Entrambe le squadre hanno ottenuto una vittoria e una sconfitta. Nella competizione maschile, la terza finale conclusasi ai rigori ha visto prevalere l’Argentina sulla Francia, quest'ultima alla seconda finale mondiale persa ai rigori, dopo quella del 2006 contro l'Italia.
Mondiali maschili
- Mondiali USA 1994, 17 luglio 1994, Rose Bowl, Pasadena: Brasile e Italia concludono la partita dopo i supplementari sullo 0-0. Il Brasile vince ai rigori 3-2.[23]
- Mondiali Germania 2006, 9 luglio 2006, Olympiastadion, Berlino: l'Italia batte la Francia 5-3 ai rigori, dopo l'1-1 maturato nei 120'.[24]
- Mondiali Qatar 2022, 18 dicembre 2022, Stadio Iconico di Lusail, Lusail: l’Argentina batte la Francia 4-2 ai rigori, dopo il risultato di parità maturato nei tempi regolamentari (2-2) e in quelli supplementari (3-3).

Mondiali femminili
- Mondiali USA 1999, 10 luglio 1999, Rose Bowl, Pasadena: Stati Uniti e Cina concludono la partita dopo i supplementari sullo 0-0. Gli Stati Uniti vincono ai rigori 5-4.[25]
- Mondiali Germania 2011, 17 luglio 2011, Commerzbank-Arena, Francoforte sul Meno: il Giappone batte gli Stati Uniti 3-1 ai rigori, dopo l'1-1 nei tempi regolamentari e il 2-2 dei supplementari.[26]

## Statistiche
A seguire le prestazioni nei tiri di rigore a livello di Nazionali maschili nelle fasi finali delle maggiori competizioni internazionali:
- Mondiale
- Campionati continentali (Europeo, UEFA Nations League, Coppa America, Coppa delle Nazioni Africane, Campionato delle nazioni africane, Coppa d'Asia, Gold Cup, CONCACAF Nations League, Coppa delle Nazioni Oceaniane)
- Confederations Cup

Come impostazione predefinita la tabella è ordinata in base alla percentuale di vittorie (le squadre che hanno calciato i tiri di rigore per almeno 5 volte sono prima delle altre), e poi dal numero di vittorie ai tiri di rigore. Per le nazionali di Australia, Uruguay e Perù non sono considerati nel computo gli spareggi intercontinentali del 2005 e del 2022, validi per la qualificazione ai mondiali del 2006 e del 2022, vinti entrambi dalla nazionale australiana.
Dati aggiornati al 18 giugno 2023.
V = vittorie, S = sconfitte
| Nazionale           | Confederazione | Mondiale (V-S) | Coppe continentali (V-S) | Confederations Cup (V-S) | Totale (V-S) | % Vittorie |
| ------------------- | -------------- | -------------- | ------------------------ | ------------------------ | ------------ | ---------- |
| Germania            | UEFA           | 4-0            | 2-1                      | -                        | 6-1          | 86%        |
| Arabia Saudita      | AFC            | -              | 4-1                      | -                        | 4-1          | 80%        |
| Honduras            | CONCACAF       | -              | 4-1                      | -                        | 4-1          | 80%        |
| Panama              | CONCACAF       | -              | 5-2                      | -                        | 5-2          | 71%        |
| Argentina           | CONMEBOL       | 6-1            | 5-5                      | 1-0                      | 12-6         | 67%        |
| Nigeria             | CAF            | -              | 6-2                      | 0-1                      | 6-3          | 67%        |
| Stati Uniti         | CONCACAF       | -              | 6-3                      | -                        | 6-3          | 67%        |
| Croazia             | UEFA           | 4-0            | 0-2                      | -                        | 4-2          | 67%        |
| Cile                | CONMEBOL       | 0-1            | 3-1                      | 1-0                      | 4-2          | 67%        |
| Portogallo          | UEFA           | 1-0            | 4-2                      | 0-1                      | 5-3          | 63%        |
| Corea del Sud       | AFC            | 1-0            | 5-4                      | -                        | 6-4          | 60%        |
| Egitto              | CAF            | -              | 6-4                      | -                        | 6-4          | 60%        |
| Algeria             | CAF            | -              | 3-2                      | -                        | 3-2          | 60%        |
| RD del Congo        | CAF            | -              | 3-2                      | -                        | 3-2          | 60%        |
| Camerun             | CAF            | -              | 5-4                      | -                        | 5-4          | 56%        |
| Brasile             | CONMEBOL       | 3-2            | 5-5                      | -                        | 8-7          | 53%        |
| Spagna              | UEFA           | 1-4            | 5-3                      | 1-0                      | 7-7          | 50%        |
| Uruguay             | CONMEBOL       | 1-0            | 6-6                      | 0-1                      | 7-7          | 50%        |
| Messico             | CONCACAF       | 0-2            | 5-2                      | 1-2                      | 6-6          | 50%        |
| Colombia            | CONMEBOL       | 0-1            | 5-4                      | -                        | 5-5          | 50%        |
| Paraguay            | CONMEBOL       | 1-0            | 3-4                      | -                        | 4-4          | 50%        |
| Burkina Faso        | CAF            | -              | 3-3                      | -                        | 3-3          | 50%        |
| Sudafrica           | CAF            | -              | 3-3                      | -                        | 3-3          | 50%        |
| Tunisia             | CAF            | -              | 3-3                      | -                        | 3-3          | 50%        |
| Italia              | UEFA           | 1-3            | 4-3                      | 1-1                      | 6-7          | 46%        |
| Costa d'Avorio      | CAF            | -              | 5-6                      | -                        | 5-6          | 46%        |
| Francia             | UEFA           | 2-3            | 2-2                      | -                        | 4-5          | 44%        |
| Giappone            | AFC            | 0-2            | 3-2                      | -                        | 3-4          | 43%        |
| Inghilterra         | UEFA           | 1-3            | 3-4                      | -                        | 4-7          | 36%        |
| Iran                | AFC            | -              | 3-6                      | -                        | 3-6          | 33%        |
| Canada              | CONCACAF       | -              | 2-4                      | -                        | 2-4          | 33%        |
| Paesi Bassi         | UEFA           | 1-3            | 1-3                      | -                        | 2-6          | 25%        |
| Ghana               | CAF            | 0-1            | 1-4                      | -                        | 1-5          | 17%        |
| Svizzera            | UEFA           | 0-1            | 1-4                      | -                        | 1-5          | 17%        |
| Costa Rica          | CONCACAF       | 1-1            | 0-6                      | -                        | 1-7          | 13%        |
| ~                   | ~              | --             | --                       | --                       | --           | -1         |
| Iraq                | AFC            | -              | 3-0                      | -                        | 3-0          | 100%       |
| Cecoslovacchia      | UEFA           | -              | 2-0                      | -                        | 2-0          | 100%       |
| Bahrein             | AFC            | -              | 1-0                      | -                        | 1-0          | 100%       |
| Belgio              | UEFA           | 1-0            | -                        | -                        | 1-0          | 100%       |
| Benin               | CAF            | -              | 1-0                      | -                        | 1-0          | 100%       |
| Bulgaria            | UEFA           | 1-0            | -                        | -                        | 1-0          | 100%       |
| Rep. Ceca           | UEFA           | -              | 1-0                      | -                        | 1-0          | 100%       |
| Guatemala           | CONCACAF       | -              | 1-0                      | -                        | 1-0          | 100%       |
| Madagascar          | CAF            | -              | 1-0                      | -                        | 1-0          | 100%       |
| Nuova Zelanda       | OFC            | -              | 1-0                      | -                        | 1-0          | 100%       |
| Qatar               | AFC            | -              | 1-0                      | -                        | 1-0          | 100%       |
| Tagikistan          | AFC            | -              | 1-0                      | -                        | 1-0          | 100%       |
| Turchia             | UEFA           | -              | 1-0                      | -                        | 1-0          | 100%       |
| Ucraina             | UEFA           | 1-0            | -                        | -                        | 1-0          | 100%       |
| Vietnam             | AFC            | -              | 1-0                      | -                        | 1-0          | 100%       |
| Cina                | AFC            | -              | 2-1                      | -                        | 2-1          | 67%        |
| Mali                | CAF            | -              | 2-1                      | -                        | 2-1          | 67%        |
| Danimarca           | UEFA           | 0-1            | 1-1                      | 1-0                      | 2-2          | 50%        |
| Perù                | CONMEBOL       | -              | 2-2                      | -                        | 2-2          | 50%        |
| Australia           | AFC            | -              | 1-1                      | -                        | 1-1          | 50%        |
| Guinea Equatoriale  | CAF            | -              | 1-1                      | -                        | 1-1          | 50%        |
| Irlanda             | UEFA           | 1-1            | -                        | -                        | 1-1          | 50%        |
| Kuwait              | AFC            | -              | 1-1                      | -                        | 1-1          | 50%        |
| Polonia             | UEFA           | -              | 1-1                      | -                        | 1-1          | 50%        |
| Russia              | UEFA           | 1-1            | -                        | -                        | 1-1          | 50%        |
| Svezia              | UEFA           | 1-0            | 0-1                      | -                        | 1-1          | 50%        |
| Thailandia          | AFC            | -              | 1-1                      | -                        | 1-1          | 50%        |
| Zambia              | CAF            | -              | 1-1                      | -                        | 1-1          | 50%        |
| Marocco             | CAF            | 1-0            | 0-2                      | -                        | 1-2          | 33%        |
| Emirati Arabi Uniti | AFC            | -              | 1-3                      | -                        | 1-3          | 25%        |
| Senegal             | CAF            | -              | 1-3                      | -                        | 1-3          | 25%        |
| Cambogia            | AFC            | -              | 0-1                      | -                        | 0-1          | 0%         |
| Capo Verde          | CAF            | -              | 0-1                      | -                        | 0-1          | 0%         |
| El Salvador         | CONCACAF       | -              | 0-1                      | -                        | 0-1          | 0%         |
| Grecia              | UEFA           | 0-1            | -                        | -                        | 0-1          | 0%         |
| Jugoslavia          | UEFA           | 0-1            | -                        | -                        | 0-1          | 0%         |
| Libia               | CAF            | -              | 0-1                      | -                        | 0-1          | 0%         |
| Martinica           | CONCACAF       | -              | 0-1                      | -                        | 0-1          | 0%         |
| Papua Nuova Guinea  | OFC            | -              | 0-1                      | -                        | 0-1          | 0%         |
| Siria               | AFC            | -              | 0-1                      | -                        | 0-1          | 0%         |
| Slovenia            | UEFA           | -              | 0-1                      | -                        | 0-1          | 0%         |
| Trinidad e Tobago   | CONCACAF       | -              | 0-1                      | -                        | 0-1          | 0%         |
| Ecuador             | CONMEBOL       | -              | 0-2                      | -                        | 0-2          | 0%         |
| Giordania           | AFC            | -              | 0-2                      | -                        | 0-2          | 0%         |
| Romania             | UEFA           | 0-2            | -                        | -                        | 0-2          | 0%         |
| Venezuela           | CONMEBOL       | -              | 0-2                      | -                        | 0-2          | 0%         |
| Gabon               | CAF            | -              | 0-3                      | -                        | 0-3          | 0%         |
| Uzbekistan          | AFC            | -              | 0-3                      | -                        | 0-3          | 0%         |

1. ↑  2-1 in Gold Cup, 1-0 in Coppa America (squadra invitata), 1-0 in Nations League.
2. ↑  5-3 in Gold Cup, 1-0 in Coppa America (squadra invitata).
3. ↑  0-1 al Campionato Europeo, 0-1 in Nations League.
4. ↑  3-2 al Campionato Europeo, 1-0 in Nations League.
5. ↑  4-4 in Coppa d'Asia, 1-0 in Gold Cup (squadra invitata).
6. ↑  4-2 al Campionato Europeo, 1-1 in Nations League.
7. ↑  2-1 in Gold Cup, 2-1 in Coppa America (squadra invitata), 1-0 in Nations League.
8. ↑  4-4 in Coppa America, 1-0 in Gold Cup (squadra invitata).
9. ↑  3-2 in Coppa d'Africa, 0-1 in Gold Cup (squadra invitata).
10. ↑  2-4 al Campionato Europeo, 1-0 in Nations League.
11. ↑  1-3 in Gold Cup, 1-1 in Coppa America (squadra invitata).
12. ↑  1-3 al Campionato Europeo, 0-1 in Nations League.
13. ↑  0-4 in Gold Cup, 0-2 in Nations League.
14. ↑  Non affiliata alla FIFA.

## Alternative
Come alternative ai tiri di rigore furono introdotti il golden e il silver goal, rispettivamente nel 1994 e 2002, la cui validità era limitata ai 30' dei tempi supplementari: l'IFAB abrogò entrambi nel 2004, dopo gli Europei. È, invece, ancora presente la ripetizione dell'incontro finito in parità: la FA Cup prevede tale sistema, dai turni preliminari agli ottavi di finale.
Altre proposte includono il tabellino statistico della gara: il maggior numero di tiri in porta, il maggior numero di calci d'angolo a favore, il minor numero di provvedimenti ricevuti (ammonizioni ed espulsioni). Un'altra era quella di rimuovere un giocatore per squadra nei tempi supplementari (similimente a quanto avviene nella NHL durante la stagione regolare: nei supplementari, ogni squadra ha in campo 3 o 4 giocatori). Tale proposta non è ancora stata autorizzata dalla IFAB, sebbene nel settembre 2006 Joseph Blatter affermò di non volere più vedere le finali di Coppa del Mondo decise ai rigori.
Negli anni settanta, la NASL sperimentò una variante dei tiri di rigore (idea poi ripresa dalla MLS negli anni novanta): anziché calciare dal dischetto posto a undici metri dalla porta, il calciatore partiva da 35 yd (circa 30 m) dalla porta e disponeva di 5" per calciare. L'idea premiava l'abilità del giocatore, sia nell'uno contro uno sia nella conclusione. La MLS abrogò l'esperimento nel 2000.
Un'invenzione simile è stata sviluppata nel 2008 da Timothy James Farrell, l'«attaccante-difensore-portiere» (ADG, «Attacker-Defender-Goalkeeper», in lingua inglese): una serie di dieci tentativi in cui l'attaccante parte da 32 yard e ha 20 secondi per superare il difensore e segnare al portiere. Al termine dei dieci tentativi, la squadra che ha segnato più gol vince.